# Safrà
El safrà és una espècia obtinguda a partir dels estigmes dessecats de les flors de la safranera (Crocus sativus), a més de la seva utilització com a condiment, també s'utilitza en farmacologia i com a colorant.

## Etimologia
Safrà deriva del llatí vulgar safranum i aquest de l'àrab aṣfar (أَصْفَر), amb el significat de 'groc'. És notable que també la paraula catalana groc deriva de crocus, el nom en llatí clàssic del safrà.

## Origen
El safrà conreat prové de l'espècie originària de Creta anomenada Crocus cartwrightianus, a la qual, després de segles de selecció genètica, es va fer que tingués els estigmes més llargs. A Creta es conrea d'ençà d'uns 3.000 anys. Als Països Catalans ja es conreava a l'edat mitjana a la Catalunya Nord (al Riberal. Actualment es cultiva al Conflent) i al País Valencià (a l'entorn de València). A Catalunya (Horta de Sant Joan) es va produir un safrà molt cotitzat durant l'edat mitjana i moderna.

## Conreu

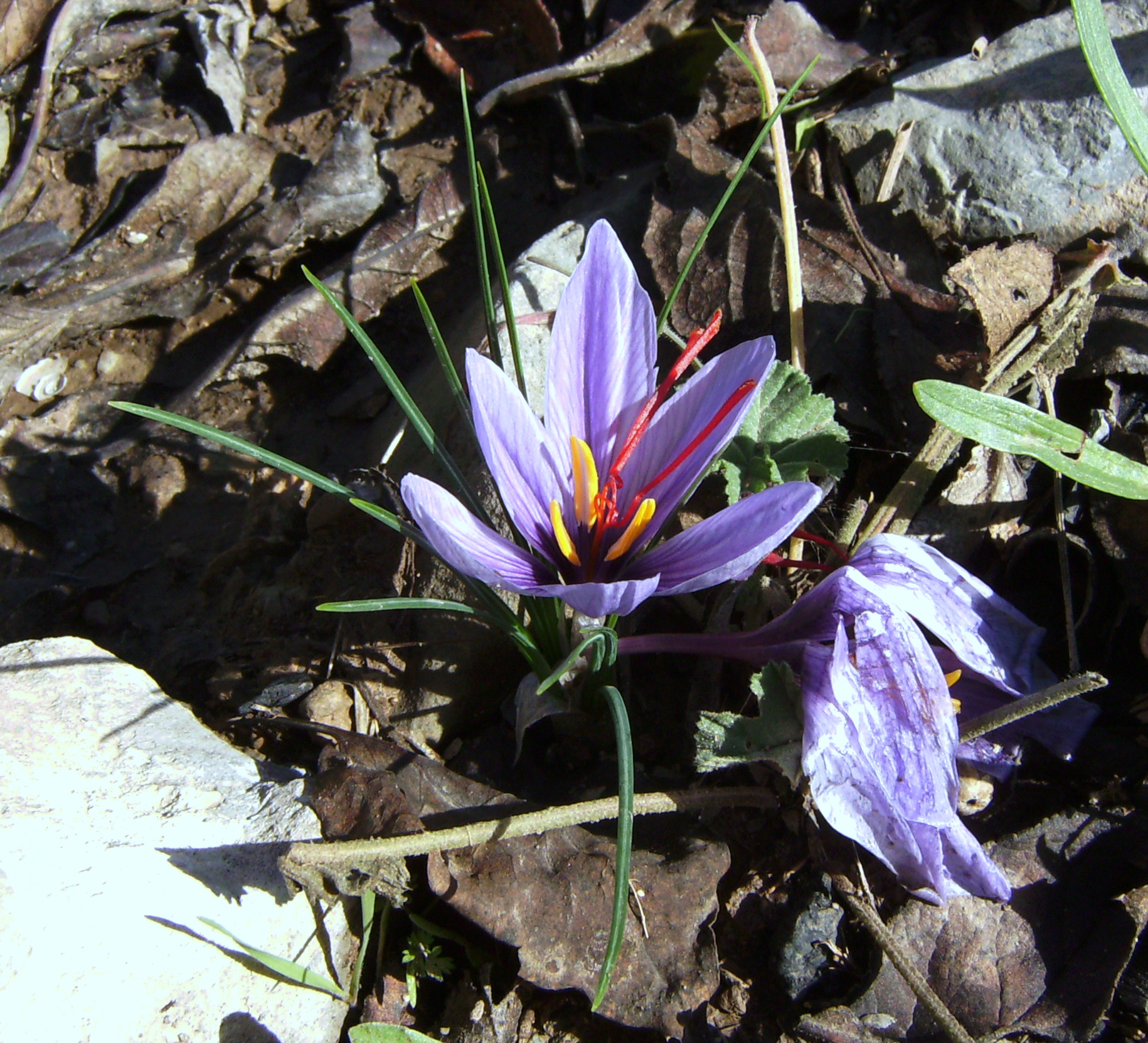
Safrà conreat a Castelltallat, amb flor, mostrant els estigmes de color vermell mentre que els estams (o brins) són grocs, el 22 d'octubre de 2012

Necessita un clima mediterrani amb estius secs (massa pluja pot podrir-lo), primavera moderadament plujosa i algunes pluges abans de la collita. Resisteix glaçades de fins a –10 °C i altes temperatures a l'estiu. Es planta a l'estiu, per multiplicació de bulbs fills que neixen a la base del bulb mare. L'època de recol·lecció varia segons el país, però sol ser entre setembre i novembre.
Les flors es tallen senceres i a continuació cal posar-les a assecar, de vegades sobre una pedra calenta o un braser suau durant una mitja hora. Es deixen refredar i llavors es treuen els pistils amb ajuda d'unes tisores. La llum i la humitat espatllen el safrà, per la qual cosa el condiment s'ha de guardar en un lloc opac i sec, per exemple en una capsa de metall o de fusta en un armari, mai a la nevera, on la humitat el faria malbé, ni en pots de vidre o transparents.

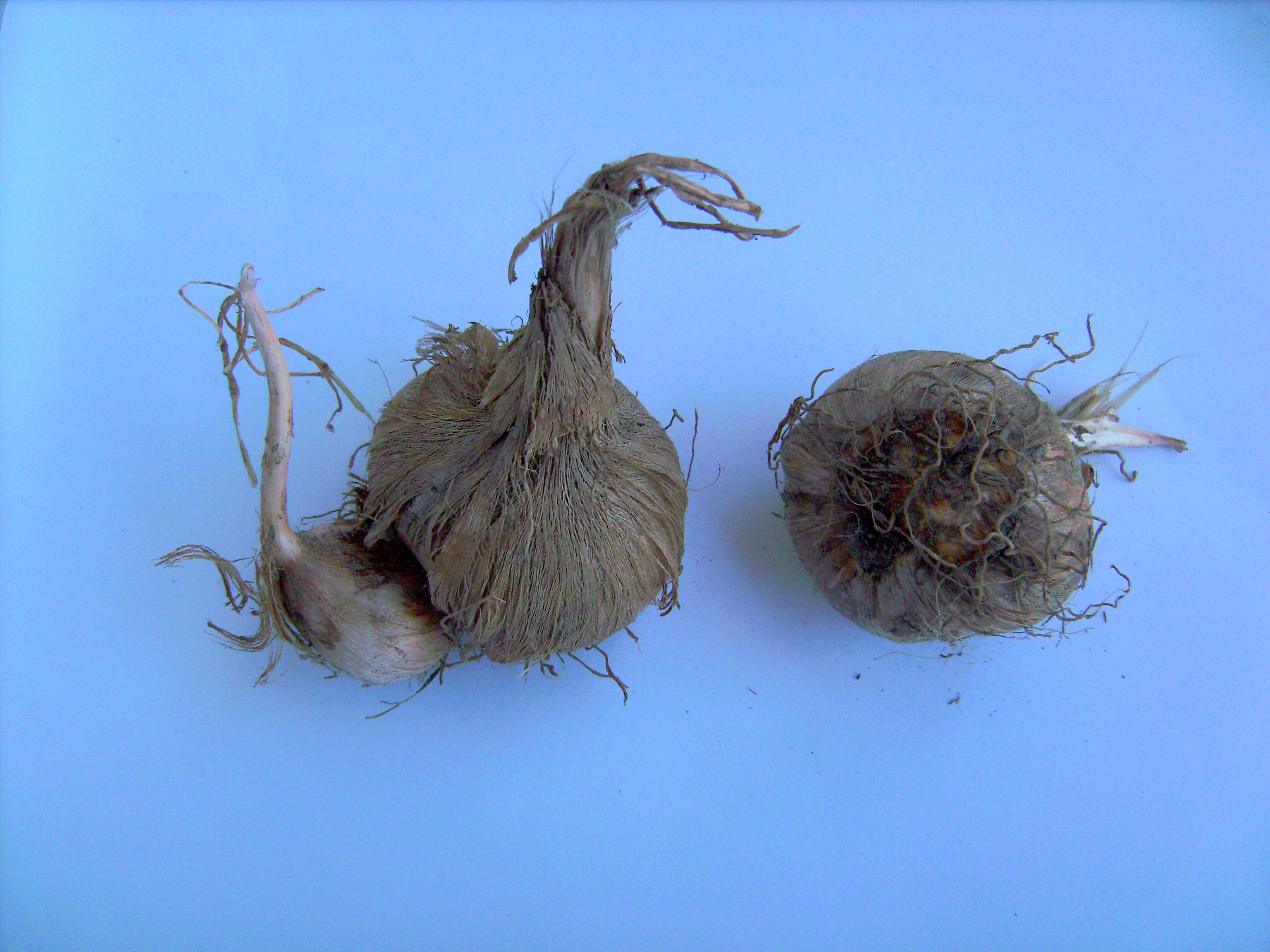
El safrà es multiplica mitjançant els seus corms

El safrà prefereix els sòls calcaris permeables, lleugers, de baixa densitat, ben regats i ben drenats amb un alt contingut de matèria orgànica del sòl. Tradicionalment els camps on es plantarà el safrà s'adoben amb de 20 a 30 tones de fem per hectàrea. Després d'un període de dormància durant l'estiu, els corms fan sortir unes fulles llargues i estretes i a principi de la tardor comencen a fer els borrons de les flors, i floriran a mitjans de la tardor. La flor apareix a l'alba i, a mesura que transcorre el dia, es marceix. Totes les plantes d'una plantació floreixen en el període d'entre una i dues setmanes. Aproximadament 150 flors juntes proporcionen 1 gram de safrà assecat. Per produir 12 grams de safrà assecat o 72 grams de safrà fresc (humit) cal 1 quilo de flors de safrà. Una flor collida en estat fresc proporciona de mitjana 30 mg de safrà fresc (que equival a 7 mg de safrà assecat).

## Producció
Actualment es fan unes tres-centes tones anuals de safrà arreu del món, des del Mediterrani europeu fins al Caixmir. L'estat espanyol és el segon estat major productor de tot el món, precedit per Iran i seguit per l'Índia, en primer lloc, i després Grècia i l'Azerbaidjan. S'hi cultiva, per exemple, a Terol, i és un conreu típic de La Manxa, on té una denominació d'origen protegida. Malgrat l'alt preu del safrà, com que requereix tanta mà d'obra -s'han de separar manualment els estigmes de la flor- el seu conreu es troba en decadència a l'estat espanyol. En canvi, a França, on el seu consum no és gens tradicional i en zones on el clima no és gens mediterrani, és un cultiu que augmenta cada any i que es ven com a article de luxe, en ampolles de vidre. Ha estat un dels productes de comerç mundial més car per unitat de pes. Per a obtenir un gram de safrà són necessàries unes 250 flors.
Des de principis de la dècada de 2010 el safrà es torna a conrear a Catalunya, en concret a la conca del Barberà, on un grup de pagesos n'han començat la recuperació del cultiu en producció ecològica i ha obtingut un safrà de primeríssima qualitat, i també a les Garrigues, on uns vint-i-cinc productors de diversos pobles d'aquesta comarca n'han recuperat el conreu.

## Morfologia
El safrà és una planta herbàcia de fulla perenne, de fulles allargades amb un nervi al mig de color més clar que la resta. Té un bulb de la mida d'una avellana i treu una flor en forma d'embut, dividida en sis lòbuls de color violeta i amb tres estigmes vermells coberts de pol·len groc.

## Composició química i nutrició
Químicament conté, entre altres components, picrocrocina, safranal, safranol, carotenoides i crocina. Pel seu ús en ínfimes quantitats (un pistil per ració, en un plat, és una quantitat habitual), no es pot parlar d'aports significatius en lípids, glúcids, proteïnes ni aigua.

## Gastronomia

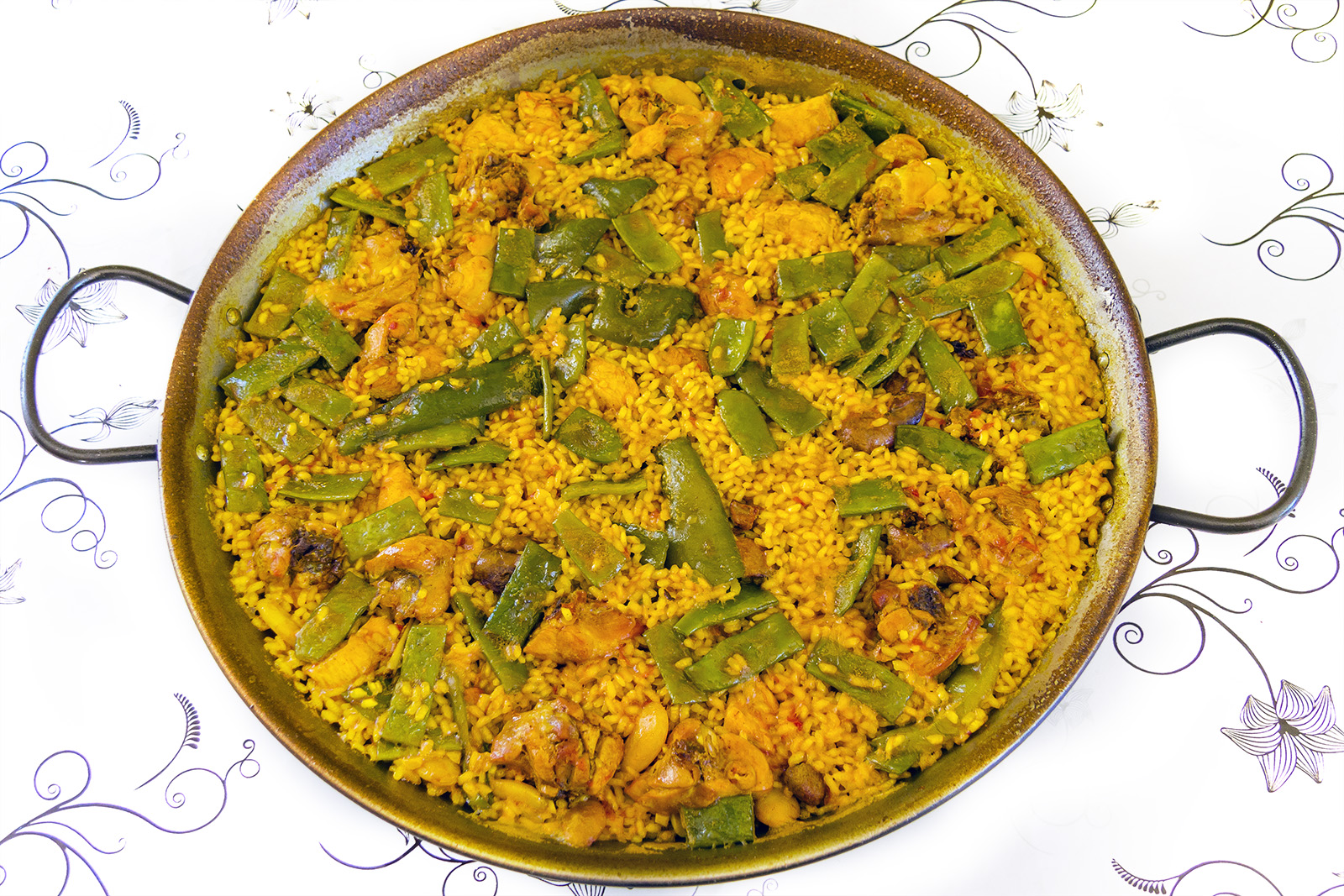
Una paella d'arròs condimentada amb safrà

El safrà s'utilitza sobretot en gastronomia; s'hi afig en petites dosis com a condiment i colorant. En la cuina catalana medieval ja era una de les espècies més populars, l'única que no era importada i la més utilitzada tant en el Libre de Sent Soví com en el Llibre del Coch.
Des d'aleshores s'utilitza com a condiment habitual de les picades i per a donar color a plats salats; típicament als arrossos i paelles, pastes tradicionals (com els fideus a la cassola, per exemple) i guisats; com en preparacions dolces; en especial cremes i diverses postres de cullera, o també per a altres preparacions (pans de pessic, gelats, etc.) de llimona, que serien blancs altrament. Unes postres catalanes tradicionals molt típiques són la genestrada, una mena de menjar blanc amb panses i pinyons i que deu el nom al fet que es tenyeix de groc, color de la flor de la ginesta, amb safrà.

## Altres usos
Als llibres medievals es parla del safrà com a bo per al cor i la circulació. En canvi, avui dia l'ús mèdic o farmacèutic que té està relacionat amb la composició d'alguns col·liris i líquids oftalmològics. Per a ser tòxic s'haurien de prendre d'un sol cop més de cinc mil filaments.

## Cultura
La colla del Safrà és un moviment artístic de pintura catalana fundat el 1893 per Isidre Nonell, conegut amb aquest nom perquè el color groc predominava en les seves obres. En un article del 1973, el crític Lluís-Emili Bou i Gibert escriu que [la consciència social i] el pessimisme els acosta més a la generació del 98 de la literatura castellana que al modernisme català.

## Curiositats
Si es pren en enormes quantitats, l'orina, la suor o altres secrecions poden resultar tenyides de groc.